# Zapatalita
La zapatalita és un mineral de la classe dels minerals fosfats, i dins d'aquesta pertany a l'anomenat “grup de la zapatalita”. Va ser descoberta l'any 1971 a Cerro Morita prop d'Agua Prieta, a l'estat de Sonora (Mèxic), sent nomenada així en honor d'Emiliano Zapata, heroi mexicà.
Un sinònim és la seva clau: IMA1971-023.

## Característiques químiques
És un fosfat hidroxilat i hidratat de coure i alumini.

## Formació i jaciments
Es troba com a mineral secundari format en crostes a l'interior de cavitats, a la zona d'oxidació de jaciments minerals metàl·lics d'alteració hidrotermal de roques calcàries bretxificades i silicificades. Pel que sembla reemplaça a la libethenita i la pseudomalaquita, perquè se sol trobar associat a ambdues. També s'ha vist associat a crisocola. Als territoris de parla catalana ha estat descrita a la mina de la turquesa (Cornudella de Montsant, Priorat).